# Oreopasites arizonica
Oreopasites arizonica är en biart som beskrevs av Linsley 1941. Oreopasites arizonica ingår i släktet Oreopasites och familjen långtungebin. Inga underarter finns listade i Catalogue of Life.